# Club de Voleibol Sant Joan d'Alacant
El Club de Voleibol Sant Joan d´Alacant de Sant Joan d´Alacant (Alicante) es un equipo de voleibol de España.
Fundado en el año 1984, es uno de los clubs de voleibol más antiguos de España, durante la temporada 1984-1985 empezó a competir en Segunda División Nacional femenina con el nombre Club Voleibol San Juan.
Ha competido durante 3 temporadas (1985-1986, 1986-1987, 1987-1988) en División de Honor del voleibol español en categoría femenina, actual Superliga Femenina de Voleibol, competición liguera femenina de voleibol de máxima categoría en España, promovida por la Real Federación Española de Voleibol (RFEVB). 
El Club de Voleibol Sant Joan d´Alacant tiene dos secciones, voleibol y vóley playa, y equipos en ambas disciplinas que abarcan las categorías Senior, Juvenil, Cadete, Infantil, Alevín y Benjamín.
Este club es considerado actualmente como un referente en la formación de jóvenes jugadoras de voleibol en la Comunidad Valenciana.

## Premios, reconocimientos y distinciones
- Premio al Mejor Club Deportivo de la Provincia de 1985 en los Premios Deportivos Provinciales de la Diputación de Alicante[1]
- Finalista al Mejor Club de la Provincia de 2023 en los Premios Deportivos Provinciales de la Diputación de Alicante.